# T-Bone Burnett
Pour les articles homonymes, voir Burnett.
Joseph Burnett, dit T-Bone Burnett, est un producteur et musicien américain, né le 14 janvier 1948 à Saint-Louis au Missouri.
Il commence sa carrière musicale à Los Angeles en 1972. Il joue notamment pour Bob Dylan, participant à la Rolling Thunder Revue (1975-1976), et avec Alpha jusqu'en 1979.
Musicien unanimement reconnu par ses pairs, il est aussi connu pour ses talents de producteur. Il a ainsi produit notamment Roy Orbison, BoDeans, Peter Case, Elvis Costello, Los Lobos, Marshall Crenshaw, Gillian Welch, Elton John. En tant que musicien, il a composé les bandes originales des films O'Brother et Inside Llewyn Davis, ainsi que la chanson Scarlett Tide du film Retour à Cold Mountain, qui lui vaudra sa première nomination à l'Oscar de la meilleure chanson originale. 2010 est l'année de la consécration pour T-Bone, qui obtiendra l'Oscar de la meilleure chanson originale pour The Weary Kind du film Crazy Heart. Depuis, il a travaillé avec Robert Plant et Alison Krauss, produisant leur premier album Raising Sand sorti en 2007, sur lequel il joue aussi les guitares électrique et acoustique ainsi que la basse six cordes. Puis en 2020, il remet les couverts en produisant leur deuxième effort ensemble, intitulé Raise the Roof, et il joue la guitare, la basse six cordes et le mellotron.

## Biographie

### Débuts
Joseph Henry Burnett a grandi à Fort Worth au Texas où il fréquente le R.L. Paschal High School. Il joue de la guitare rythmique au sein d’un groupe appelé The Shadows (aucun rapport avec les Shadows anglais de Cliff Richard).
Sa première contribution importante dans le domaine musical est comme batteur dans le hit décalé Paralyzed du Legendary Stardust Cowboy, dont le morceau I Took A Trip On a Gemini Space Ship fut repris par David Bowie. T-Bone fait une apparition sur The Unwritten Works of Geoffrey, entre autres chansons du groupe Whistler, Chaucer, Detroit and Greenhill, sorti en 1968 sous le label Uni Records. Il y écrit quatre morceaux sur onze et en est le producteur. La même année, il produit six chansons pour un groupe d’amis, The Case Hardy Boys. Plus tard, ces derniers s’installent à Los Angeles sous le nom de The Fare, avant de se rebaptiser El Roacho. Leur matériel est produit par Burnett et Daniel Moore, ainsi que Steve Katz.
En 1972, il enregistre son premier album, The B-52 Band and the Fabulous Skylarks. Il participe à la tournée Rolling Thunder Revue de Bob Dylan durant les années 1975 et 1976.
Burnett épouse la chanteuse Sam Phillips (en) en 1989 et divorce en 2004. Il a produit un bon nombre de ses albums, y compris Martinis and Bikinis et Cruel Inventions. Il est depuis l’époux de la scénariste Callie Khouri.

### Carrière solo
En 1980, à la suite de la dissolution d'Alpha, Burnett sort son premier album solo, Truth Decay, produit par Reggie Fisher, sur le label Takoma Records. Truth Decay, un album de roots rock, est décrit par le Rolling Stone Record Guide comme étant du « blues mystique chrétien ». En 1982, son EP Trap Door également produit par Reggie Fisher et commercialisé sous le label Warner Bros. et a été un succès en radio avec la chanson I Wish You Could Have Seen Her Dance. Burnett part en tournée à la suite de la sortie de l’album, ouvrant pour The Who, en tant que leader d’une formation mettant en vedette Mick Ronson à la guitare.
L’album suivant, sorti en 1983, Proof Through the Night, dont la chanson When the Night Falls est passée sur les ondes FM, ainsi que The Talking Animals (1987), sont plus dans la veine de la new wave des années 1980, alors que son album éponyme sorti en 1986 prend la direction de la musique country acoustique. The Criminal Under My Own Hat, datant de 1992, marque un changement de cap et il lui est attribué le genre musical adult album alternative.
Toutes ses œuvres ont reçu une excellente critique. Par contre, ils n’ont pas obtenu le succès commercial escompté. Proof Through the Night a été réédité par Rhino Records' Handmade Music à 5 000 exemplaires le 29 mai 2007 en double CD, incluant les EPs Trap Door et Behind the Trap Door.
En 2006, il sort deux albums, The True False Identity, son premier album de chansons originales depuis 1992, et Twenty Twenty – The Essential T-Bone Burnett, une rétrospective comprenant quarante de ses compositions.

### Production et autres activités professionnelles
Burnett se met à produire des albums pour d’autres artistes tels que August and Everything After, des Counting Crows, How Will the Wolf Survive? de Los Lobos, King of America et Spike d'Elvis Costello, Bringing Down the Horse de The Wallflowers, Downtown de Marshall Crenshaw, Break Like the Wind de Spinal Tap, Revival et Hell Among the Yearlings de Gillian Welch, le premier album éponyme de David Poe, l’hommage à Roy Orbison, A Black & White Night Live, deux albums pour Bruce Cockburn, et pratiquement tous les albums de son ex-épouse, Sam Phillips. Il collabore en 1985 avec Elvis Costello pour la production d’un single intitulé The People’s Limousine sous le sobriquet « The Coward Brothers », les frères Couards. En 1987, il produit le double album, In Dreams: The Greatest Hits de Roy Orbison, ainsi que deux morceaux de Mystery Girl. En 1997, il compose de nouvelles chansons pour la pièce de théâtre de Sam Shepard, The Tooth of Crime, qui est montré en avant-première à New York la même année en production Off-Broadway mettant en vedette Vincent D'Onofrio et Kirk Acevedo. Tooth of Crime, qui en est la bande originale, est commercialisé en mai 2008. Marc Ribot et Sam Phillips y ont participé respectivement à la guitare et les chœurs, ainsi que le chanteur/parolier David Poe, dont le premier album fut également produit par Burnett cette même année. Selon Burnett, cette bande originale a été inspirée par la musique de Skip James alors qu'il était en train de composer les morceaux pour la version mise à jour du spectacle de Sam Shepard.
En avril 2006, il annonce sa première tournée depuis deux décennies. Elle commence le 16 mai au The Vic Theatre à Chicago. Aux alentours de cette date, Cassandra Wilson sort un album de blues intitulé, Thunderbird, produit lui aussi par Burnett. Une des chansons de cet album est d’ailleurs écrite par lui-même, et une autre co-écrite avec Ethan Coen. Il a produit de la musique pour le remake du film Les Fous du roi.
Toujours la même année, il produit l'album The Story de Brandi Carlile, dont la chanson éponyme a obtenu un certain succès et est sélectionné pour une émission spéciale de Grey's Anatomy. Le guitariste et le bassiste de Carlile, respectivement les jumeaux Tim et Phil Hanseroth, ont utilisé des instruments provenant de la collection privée de Burnett pour l’unique enregistrement en live à Vancouver (Colombie-Britannique). Au début de l’année 2007, Burnett a remporté deux nominations pour les Grammy Awards de 2006. Le premier, en tant que producteur de l’année pour son travail sur l’album Thunderbird de Cassandra Wilson et pour la bande originale du film Walk the Line et le deuxième pour son propre album, True False Identity.
Walk the Line a été déclaré meilleure compilation pour la bande originale d’un long métrage, la télévision ou un autre média visuel. Burnett a remporté une autre nomination pour les efforts consentis comme producteur musical exécutif et en tant que producteur de l’album de la bande originale.
Il produit en octobre 2007 l’album Raising Sand, fruit de la collaboration entre Alison Krauss et Robert Plant. Burnett y assure la guitare acoustique et électrique ainsi que la basse six cordes sur dix des treize chansons. En 2008, il s’est risqué à la création d'une entreprise nommée Code, qui vise à faire pour la musique ce que THX avait fait pour le son des salles de cinémas, c’est-à-dire de mettre en place un standard qui assure la meilleure qualité sonore possible. Opposé au trend[Quoi ?] d’un traitement plus compressé du son, il se retire du business de la musique vers les années 1995-1996 et profite de l’opportunité de pouvoir travailler dans le monde du théâtre avec Sam Shepard, d’où son travail subséquent sur plusieurs œuvres cinématographiques.
Le format audio Code, implique une diffusion simultanée de formats audio multiples, afin de permettre d’éviter une bonne partie du traitement qui se fait lorsque le fichier audio est converti d’un format à un autre. Le premier album utilisant ce procédé est Life, Death, Love and Freedom de John Mellencamp, sorti le 15 juillet 2008. Burnett est également le producteur du disque suivant de Mellencamp, intitulé No Better Than This. En 2009, il produit des albums pour Moonalice et Grace Potter and the Nocturnals. Cette même année, il produit l’album d’Elvis Costello, Secret, Profane and Sugarcane. Il a également co-écrit avec Costello le morceau Sulfur to Hurricane.
Un an plus tard, il produit un album collaboratif de Leon Russell, Elton John et Bernie Taupin, le parolier de ce dernier, qui s’étaient mis ensemble pour écrire des chansons en 2009. L’album intitulé The Union, est enregistré en janvier 2010 et commercialisé en octobre. Cette même année, il produit Low Country Blues de Gregg Allman. Idem l’année suivante pour l’album Storm and Grace, de Lisa Marie Presley.
En 2014, c’est l’album des Punch Brothers qui porte l’empreinte de T-Bone Burnett.
Puis en 2020, il retrouve le duo Robert Plant et Alison Krauss pour leur deuxième collaboration ensemble, ce qui donnera l'album Raise the Roof, qu'il produit en plus de jouer la guitare, la basse et le mellotron sur quelques titres. 
Ringo Starr lui demande d'écrire une chanson country pour un EP qu'il planifie produire mais le musicien lui en offre neuf. Le batteur sortira donc, le 10 janvier 2025, l'album Look Up que Burnett a lui-même produit.

### Cinéma
Burnett participe en 1992 avec son ami River Phoenix à la composition de quelques morceaux de la bande originale du film The Thing Called Love.
En 2000, il est le producteur de la bande originale du film O'Brother des frères Coen. Un film documentaire Down from the Mountain est tourné à la suite d'un concert de charité donné par les artistes ayant participé à la bande originale. Il continue sur sa lancée en produisant la BO du film Ladykillers (The Ladykillers) des frères Coen.
Il compose Like A Songbird That Has Fallen et Scarlet Tide co-écrit avec Elvis Costello et chantées par Alison Krauss et arrange la chanson I Wish My Baby Was Born pour le film Retour à Cold Mountain sous le nom de Henry Burnett.
Il compose en 2005 la BO du film Don't Come Knocking de Wim Wenders.
Dans le film Walk the Line, il assiste les acteurs Joaquin Phoenix et Reese Witherspoon dans leur rôle de chanteurs, respectivement ceux de Johnny Cash et June Carter. Il a également produit l’album de la BO du film et en a écrit la musique.
Il produit en 2009 le film Crazy Heart avec Jeff Bridges et Robert Duvall, et compose le morceau The Weary Kind avec Ryan Bingham qui lui permettra de remporter l'Oscar de la meilleure chanson originale. Il a également composé d’autres titres avec Stephen Bruton, décédé d’un cancer de la gorge peu après le tournage.
Il prend en 2013 le rôle de producteur exécutif musical pour le film Inside Llewyn Davis des frères Coen.

## Discographie

### Disques solos
- 1972 : The B-52 Band and the Fabulous Skylarks
- 1982 : Trap Door
- 1983 : Proof Through the Night
- 1986 : T-Bone Burnett
- 1988 : The Talking Animals
- 1992 : The Criminal Under My Own Hat[10]
- 2006 : The True False Identity
- 2006 : Twenty Twenty - The Essential T Bone Burnett
- 2008 : Tooth Of Crime
- 2011 : T-Bone Burnett Presents The Speaking Clock Revue Live From The Beacon Theatre
- 2013 : A Place at the Table Bande originale du film

### Participations
- 1989 : The Man with the Blue Post Modern Fragmented Neotradionalist Guitar de Peter Case (Geffen) avec David Hidalgo, David Lindley, Ry Cooder, Jim Keltner
- 2007 : Raising Sand d'Alison Krauss et Robert Plant - T-Bone joue la guitare et la basse six cordes en plus de produire l'album.
- 2020 : Raise the Roof d'Alison Krauss et Robert Plant - T-Bone produit le nouvel album du duo et joue la guitare, la basse et le mellotron.
- 2025 : Look Up de Ringo Starr - T-Bone produit l'album et participe à l'écriture de la majorité des titres.

## Filmographie
- 2022 : Jerry Lee Lewis: Trouble in Mind (documentaire) d'Ethan Coen (producteur)
- date ? musique du générique de la série True Detective saison 2

## Distinctions
- St. Louis Film Critics Association Awards 2013 : meilleure bande originale pour Inside Llewyn Davis